# ميرسير كوك
ميرسير كوك (بالإنجليزية: Mercer Cook)‏ هو دبلوماسي ومترجم أمريكي، ولد في 30 مارس 1903 في واشنطن العاصمة في الولايات المتحدة، وتوفي بنفس المكان في 4 أكتوبر 1987.